# NGC 797
NGC 797 je galaksija u zviježđu Andromeda.

## Vanjske poveznice
- SEDS: NGC 797